# Bolschoi Gaschun
Der Bolschoi Gaschun (russisch Большо́й Гашу́н („Großer Gaschun“)) ist ein linker Nebenfluss des Sal in der russischen Oblast Rostow.
Der Bolschoi Gaschun entspringt an der Nordflanke des Sal-Manytsch-Rückens im Südosten der Oblast Rostow. Er fließt in überwiegend nordwestlicher Richtung und mündet nahe dem Dorf Donskoi in den Sal, einen linken Nebenfluss des Don.
Der Bolschoi Gaschun hat eine Länge von 161 km. Er entwässert ein Areal von 3090 km². Wichtigster Nebenfluss ist der Maly Gaschun („Kleiner Gaschun“), der 6,2 km oberhalb der Mündung von links auf den Fluss trifft.
Der Bolschoi Gaschun wird hauptsächlich von der Schneeschmelze gespeist.
Der Oberlauf fällt häufig trocken.